# The Someday Funnies
The Someday Funnies (« Les Bandes dessinées d'un jour », jeu de mots sur « Sunday funnies », les suppléments humoristiques dominicaux des journaux américains au début du XXe siècle) est un ouvrage collectif de bande dessinée dirigé par Michel Choquette (né le 14 mars 1938 à Montréal) dans les années 1970. Longtemps un projet maudit, il a finalement été publié en 2011 par la maison d'édition américaine Abrams. The Someday Funnies n'a pas été traduit en français.
Au début des années 1970, à la demande de Choquette, plus de 160 artistes lui envoient des planches de bande dessinée en vue d'une publication. Il s'agit principalement d'auteurs de bande dessinée américain (Harvey Kurtzman, Art Spiegelman, Wally Wood, Will Eisner, Bill Griffith, Don Martin, Vaughn Bodé, Sergio Aragonés, C. C. Beck, Barry Windsor-Smith, Shary Flenniken, Archie Goodwin, etc.), mais aussi quelques européens (Guido Crepax, Moebius, Ralph Steadman, Evert Geradts, Jean-Claude Forest, Albert Uderzo, Topor, Joost Swarte, Morris, René Goscinny, Carlos Giménez, etc.). On y trouve également le musicien Frank Zappa, des écrivains (William Burroughs, Gahan Wilson, Tom Wolfe, Chris Miller, Pierre Berton, etc.), l'artiste Red Grooms ainsi que le cinéaste Federico Fellini.

## Histoire du projet
En décembre, Jann Wenner, le directeur de Rolling Stone, demande à Michel Choquette de réaliser un supplément d'une vingtaine de pages en bande dessinée à son magazine. Choquette propose de publier non seulement des artistes issus de divers courants de la bande dessinées (comic strip, comic book, underground, etc.) mais également issus d'autres arts, en leur demandant leur vision personnelle des années 1960. Début 1971, il se met au travail, d'abord aux États-Unis, puis à partir d'avril en Europe où il rencontre de nombreux auteurs potentiels, ainsi que des éditeurs locaux intéressés. Fin juin, il a déjà dépensé 5250 dollars américains, et suscité l'intérêt de personnes aussi variées que Jean-Paul Sartre, François Truffaut, Federico Fellini ou encore Andy Warhol. Plusieurs auteurs de bande dessinée et illustrateurs lui ont donné leur accord ferme.
De retour aux États-Unis en juillet, Choquette subit la pression permanente de Wenner pour avoir une table des matières et voir quelques planches. En septembre, Choquette lui envoie une table des matières avec 68 planches et un budget prévisionnel de 40 000 dollars pour un ouvrage à paraître en plus du supplément de vingt pages, ce qui suscite l'énervement de Wenner. Durant les mois suivants, alors que les planches commencent à affluer chez Choquette, les deux parties ne parviennent pas à se mettre d'accord.
En février 1972, le Montréalais voyage sur la côte Ouest des États-Unis. Outre de nombreux auteurs de bande dessinée, il persuade Frank Zappa de participer au projet mais laisse Robert Crumb sceptique. Choquette passe le reste de l'année entre le Canada et New York à téléphoner aux auteurs en retard tout en essayant de signer un accord définitif pour la publication du livre. En août, il envoie 50 pages au directeur artistique de Rolling Stone, afin que le supplément en noir et blanc puisse être publié. Mais celui-ci en rejette la plupart. À la suite de nouveaux envois, il est décidé de publier 24 pages dans les numéros du 26 octobre et du 12 novembre. Finalement, le 24 octobre, Wenner se retire définitivement du projet, laissant à Choquette tous les droits et ne lui demandant aucun remboursement.
Après avoir cherché un nouvel éditeur, Choquette finit par recevoir une avance de 12 000 dollars de la part de Cass Canfield, Jr., éditeur chez Harper & Row. De retour en Europe en 1973, il reçoit en février une avance de 8 750$ de la part des éditions Albin Michel pour la version française de son anthologie. En juin, le projet atteint les 336 pages de bande dessinée, plus seize de biographies, et Choquette espère parvenir à le vendre à de nouveaux éditeurs à la foire du livre de Francfort, en octobre. Entre-temps, il repasse par New York afin de rassurer Canfield, rencontre des éditeurs en Asie, et emprunte de l'argent à ses amis. Cependant, comme Harper & Row ne peut lui promettre un tirage supérieur à 75000 exemplaires, ni des épreuves à montrer à d'autres éditeurs, il annule son vol pour Francfort et reste à Londres. Enfin, en novembre, le comité éditorial de la maison d'édition annule le projet, malgré le soutien de Canfield. Choquette rentre à Montréal à la fin du mois.
Des auteurs commencent à s'impatienter concernant les 100$ promis pour leur participation : seul C. C. Beck a été payé entièrement, ainsi que Russ Heath et Arnold Roth partiellement. D'autres réclament leurs planches, puisque le livre ne paraît pas. Choquette esquive, tout en continuant à se chercher une maison d'édition : l'agence de publicité londonienne KMPH donne son accord pour une publication au Royaume-Uni et dans le Commonwealth à 40 000 exemplaires avant de se rétracter en janvier 1974. Choquette cherche alors à lever des fonds auprès d'investisseurs privés pour auto-éditer The Someday Funnies. Aidé par les hommes d'affaires canadiens Ronald Hume, Tony Keenan et George Mueck, il fonde en février 1975 The Someday Publishing Company, mais n'obtient aucun succès. 
En mai 1975, Choquette rencontre Paul Desmarais, PDG de la Power Corporation du Canada et propriétaire de La Presse, l'un des hommes les plus riches du Québec. Afin d'assurer le succès à son entreprise, Choquette réduit ses ambitions et réalise toute une série de devis très professionnels, en fonction du format et du nombre de pages du livre. Il réalise également deux livres de présentations. Il les envoie en décembre 1977 et avril 1978 à Desmarais, lequel ne répond jamais. Désespéré, endetté à hauteur de 300 000 dollars, Choquette se déclare en faillite personnelle et va travailler comme serveur à Montréal. 
Dans les années suivantes, Choquette travaille pour l'Office national du film du Canada et enseigne à l'Université McGill. Il réalise des films et travaille pour la maison de mode enfantine de sa compagne. Il ne revient jamais sur The Someday Funnies. Dans les années 2000, le critique de bande dessinée américain Bob Levin le contacte pour écrire l'histoire du projet avorté, dont il est de temps à autre fait mention, de manière généralement peu amène, dans le milieu de la bande dessinée. La rédaction de l'article prend près d'un an, Choquette ayant conservé toutes ses archives.
À la suite de la parution de l'article, le projet de publier le livre refait surface et il paraît en 2011 chez Abrams. Les critiques sont mitigées, aussi concernant la qualité des bandes dessinées que celles de l'édition.

## Documentation
- (en) Bob Levin, « How Michel Choquette (Almost) Assembled the Most Stupendous Comic Book In The World », dans The Comics Journal n°299, Fantagraphics, août 2009, p. 30-81.